# Базарганов, Ислам
Ислам Базарганов (род. 1 августа 1998) — российский и азербайджанский борец вольного стиля, двукратный бронзовый призёр чемпионатов Европы (2024 и 2025 годов), член сборной Азербайджана.

## Спортивная карьера
Является воспитанником кизилюртовской ДЮСШ-2 школы имени М. Базарганова, где тренировался у А. Б. Бамматова. В ноябре 2013 года стал вторым на международном турнире среди юниоров на призы Хаджимурада Магомедова в Кизилюрте, в ноябре 2014 года на аналогичном турнире стал победителем. В августе 2015 года стал победителем чемпионата Европы среди юношей в сербской Суботице. В ноябре 2015 года стал победителями прошедшего в Баку открытого республиканского турнира среди юниоров «Арена отваги». В сентябре 2019 года одержал победу на открытом турнире памяти Юрия Гусова среди молодежи (U-23) во Владикавказе. В ноябре 2020 года занял второе место на Гран-При Москвы. В декабре 2020 года попал в заявку сборной Азербайджана на Индивидуальный кубок мира по борьбе 2020 в Белграде. В августе 2022 года в финале Игр исламской солидарности в турецком городе Конья уступил Джахангирмирзе Турабову из Узбекистана. В декабре 2023 года в Баку в финале чемпионата Азербайджана одолел Эльмана Агаева.
В апреле 2025 года на чемпионате Европы в Братиславе в весовой категории до 57 кг завоевал бронзовую медаль. В схватке за третье место одолел соперника из Болгарии Ивайло Тисова.

## Спортивные результаты на крупных турнирах
- Чемпионат Европы по вольной борьбе среди юниоров 2015 — ;
- Игры исламской солидарности 2021 — ;
- Чемпионат Азербайджана по вольной борьбе 2022 — ;
- Чемпионат Азербайджана по вольной борьбе 2023 — ;